# Nouvelle histoire de Puce
Pour plus de détails, voir Fiche technique et Distribution.
Nouvelle histoire de Puce est un film muet français réalisé par Louis Feuillade, sorti en 1908.

## Fiche technique
- Titre : Nouvelle histoire de Puce
- Réalisation : Louis Feuillade
- Scénario :
- Photographie :
- Montage :
- Société de Production :  Société des Etablissements L. Gaumont
- Pays de production :  France
- Langue : film muet avec les intertitres en français
- Format : Noir et blanc — 35 mm — 1,33:1 — Muet
- Genre :
- Durée :
- Dates de sortie : 1908